# Richard Gregg (philosophe)
Pour les articles homonymes, voir Richard Gregg.
Richard Bartlett Gregg (1885-1974) est un philosophe américain reconnu comme le premier philosophe social à avoir développé une théorie substantielle sur la résistance par la non-violence au XXe siècle. Cette théorie exerça une influence majeure sur l’activiste des droits civils Bayard Rustin ainsi que sur Martin Luther King Jr.

## Biographie
Richard Gregg est né à Colorado Springs, Colorado. Après avoir obtenu un diplôme de droit en 1911 à l'Université de Harvard, il exerça le métier d’avocat. De plus en plus captivé par la résolution non-violente des conflits, il fit un voyage en Inde en 1925 afin de mieux comprendre la culture locale et connaître Gandhi, auteur de la phrase célèbre : « vivre simplement pour que les autres puissent simplement vivre. » Ce voyage lui permit d’écrire plusieurs livres sur la théorie de la résistance par la non-violence, mais également un autre ouvrage d’un tout autre genre : The Value of Voluntary Simplicity (paru pour la première fois en 1936). Ce fut donc le premier à avoir liés les mots « simplicité » et « volontaire » (voir l’article détaillé : simplicité volontaire) et à avoir donné une présentation contemporaine d’une idéologie dont les racines sont anciennes.

### En anglais
- Gandhiji's Satyagraha or non-violent resistance, 1930
- The Power of Non-Violence, 1934
- The Compass of Civilization
- The Value of Voluntary Simplicity, 1936
- Pacifist Program in time of war: threatened war, or fascism was a program, 1939

### En français
- La valeur de la simplicité volontaire [« The Value of Voluntary Simplicity »]  (trad. de l'anglais), Vierzon, Le Pas de côté, 2012, 93 p. (ISBN 978-2-9542183-4-2)